# Avenue du Colonel-Fabien
L'avenue du Colonel-Fabien est une voie de communication de Saint-Denis. Elle suit le tracé de la route départementale D 921.

## Origine du nom

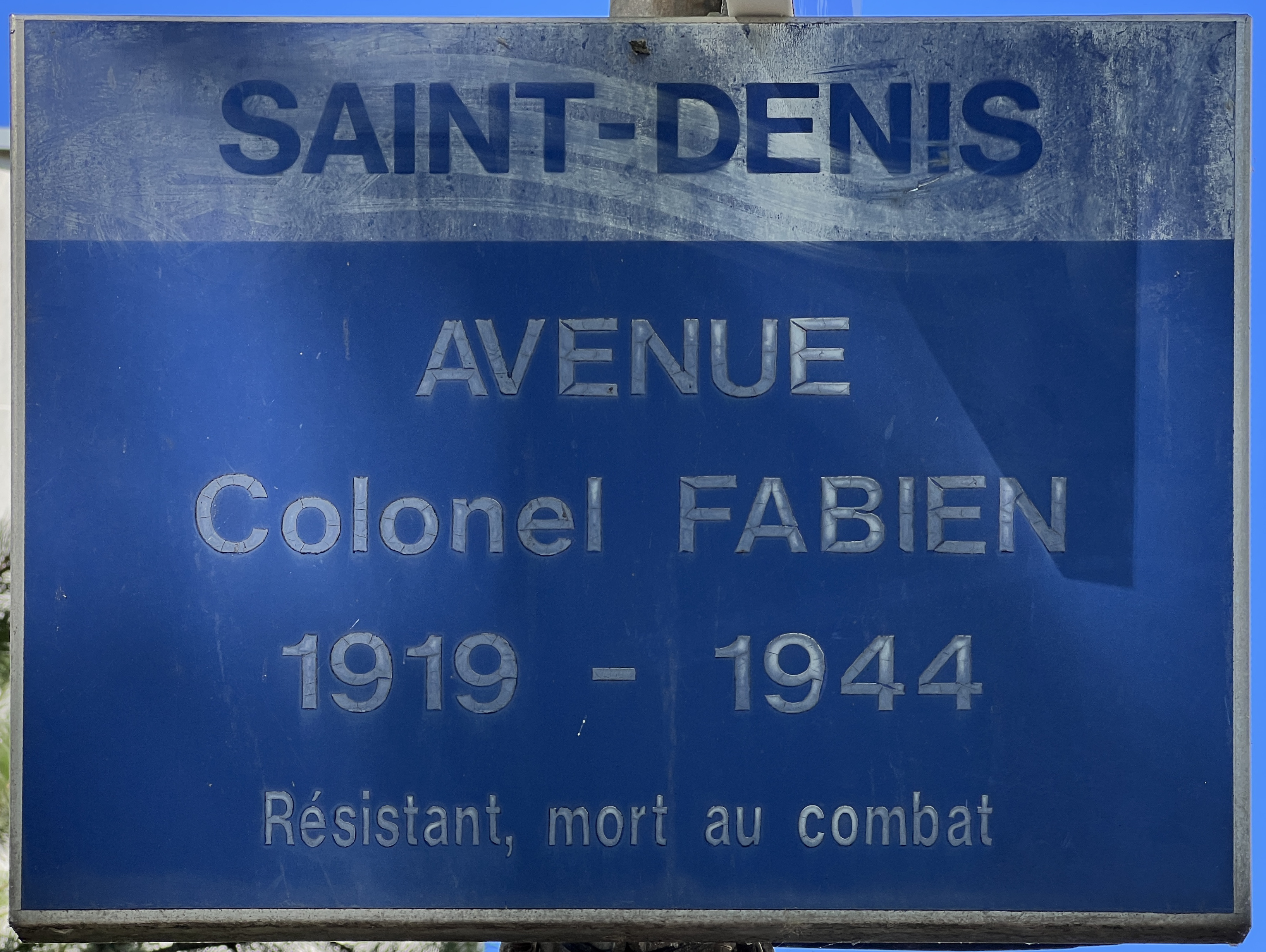
Plaque Avenue du Colonel-Fabien.

Cette avenue s'appelait autrefois route d'Épinay,.
Son nom actuel rend hommage au colonel Fabien (1919-1944), militant communiste et résistant français.

## Historique
Le conseil municipal du 8 avril 1909 rapporte l'état déplorable de cette route, dont certains pavés dataient de 1830.
Le 25 août 1944 y eurent lieu des combats pour la Libération de Paris. Quatre cents soldats allemands placés au Fort de la Briche, armés de quatre pièces artillerie et de dix pièces anti-tanks tirèrent sur Saint-Denis et la route d'Épinay.

## Bâtiments remarquables et lieux de mémoire
- Cité Colonel Fabien (unité de quartier Fabien), construite par André Lurçat[5], de 1947 à 1960, selon les principes de l'école fonctionnaliste[6]. Elle fut implantée à l'emplacement de l'ancienne entreprise Delaunay-Belleville[7].
- Anciennes fortifications[8].